# 이엥 티릿
이엥 티릿(크메르어: អៀង ធីរិទ្ធ, 1932년 3월 10일~2015년 8월 22일)은 크메르 루주에서 영향력 있는 지식인이자 정치인이었으나, 크메르 루주 상임위원회나 중앙위원회의 구성원은 아니었다. 이엥 티릿은 크메르 루주 정권 시기의 민주 캄푸치아 외무상이었던 이엥 사리의 아내였다. 그녀는 1975년 10월부터 1979년 크메르 루주의 몰락까지 사회부 장관으로 재직했다.
그녀는 폴 포트의 첫 번째 아내였던 키우 폰나리의 여동생이었다. 그녀는 2007년 11월, 남편 이엥 사리와 함께 집단학살, 전쟁범죄, 인도에 반한 죄 혐의로 크메르 루주 특별재판소(ECCC)에 의해 체포되었다.

## 사망
그녀는 2015년 8월 22일, 알츠하이머병의 합병증으로 인해 83세의 나이로 사망했다.